# Ori and the Will of the Wisps
Ori and the Will of the Wisps – komputerowa gra platformowa z gatunku metroidvania wyprodukowana przez Moon Studios i wydana przez Xbox Game Studios oraz Iam8bit 11 marca 2020 roku na Microsoft Windows i Xbox One, 17 września 2020 roku na Nintendo Switch, a 10 listopada 2020 roku na Xbox Series X/S.
Will of the Wisps jest bezpośrednią kontynuacją Ori and the Blind Forest. Gracz znowu wciela się w Oriego – duszka, który poprzednio uratował las Nibel przed obumarciem. Fabuła gry skupia się na Orim i Ku, nowym członku rodziny duszka, którzy trafiają do Niwen – odległego lasu, który też zmaga się ze spaczeniem. Ori musi odnaleźć Ku i ocalić Niwen.
Akcja gry toczy się w Niwen, który jest przedstawiony w grafice dwuipółwymiarowej, podobnie jak Nibel w poprzedniej części gry, jednak jest znacznie większy. Rozgrywka Will of the Wisps polega na eksplorowaniu świata, walce z potworami, rozmawianiu z postaciami niezależnymi i wykonywaniu misji rozwijających wątek fabularny. Wykonując te rzeczy, gracz otrzymuję nagrodę w postaci waluty, za którą może kupić nowe umiejętności.
Ori and the Will of the Wisps został bardzo pozytywnie przyjęty przez krytyków, którzy chwalili grę m.in. za przedstawioną fabułę czy oprawę audiowizualną. W trzy i pół miesiąca sprzedano dwa miliony egzemplarzy gry.

## Fabuła
Po ocaleniu Nibel przed zniszczeniem duszek imieniem Ori wrócił do spokojnego życia razem z Naru i Gumo, jego opiekunami. Do rodziny dołącza dziecko Kuro (głównego złoczyńcy z poprzedniej części), sowa o imieniu Ku. Ku od urodzenia ma uszkodzone skrzydło, więc nie może wzbić się w powietrze i zacząć latać tak jak reszta ptaków. Ori zaradza temu, konstruując specjalne skrzydło, które da się przyczepić do tego uszkodzonego. Razem wybierają się na wspólny lot, ale trafiają w środek burzy ponad egzotycznym lasem o nazwie Niwen. Mocny wiatr odrywa przyczepione skrzydło, a para się rozdziela i spada w oddzielne części lasu. Ori postanawia odszukać Ku i znaleźć skrzydło, by mogli oni razem wrócić do domu.
Poszukiwania Oriego prowadzą go do stworzenia imieniem Kwolok, żaby pilnującej Atramentowych Moczarów, i kilku mieszkańców puszczy. Kwolok informuje Oriego, że Ku znajduje się w Milczącym Lesie, ale z racji tego, że wody Niwen są zanieczyszczone, jest on nieosiągalny, dopóki Młyn w Źródle nie zostanie uruchomiony na nowo. Na pożegnanie daje mu też Głos Lasu, jednego z Ogników.
Ori udaje się do Źródła i uruchamia Młyn na nowo, oczyszczając wody w puszczy i odblokowując sobie drogę do Milczącego Lasu, gdzie odnajduje Ku. Po jakimś czasie para napotyka zdeformowaną sowę o imieniu Wrzask, władczyni lasu, która atakuje Oriego i zabija małą sówkę.
Ori, opłakawszy śmierć Ku, wraca do Kwoloka, który mówi mu, że sowy nie można ożywić, ponieważ tutejsze opiekuńcze drzewo obumarło, rozbijając swoje ożywcze światło na pięć Ogników i pozwalając złu zanieczyścić Niwen i terroryzować mieszkańców lasu. Kwolok zleca młodemu duszkowi odnalezienie pozostałych Ogników: Pamięć, Oczy, Siła i Serce Lasu. Zamierza on dopomóc Oriemu w odnalezieniu światła, ale zostaje opętany przez mroczną kreaturę. Ori osłabia jej kontrolę nad żabą, dzięki czemu Kwolok ją zabija, sam odnosząc jednak śmiertelne rany. Przed swoją śmiercią prosi on duszka o oczyszczenie Niwen i jego ochronę.
Ori kontynuuje swoje zadanie, ostatecznie znajdując wszystkie Ogniki i łączy je w jedno, tworząc Seira, Złote Światło. Razem udają się do opiekuńczego drzewa, które Seir ożywia. Drzewo mówi Oriemu, że jego czas już przeminął i że teraz to Ori ma przyjąć światło Seira. Zanim jednak Ori może je wziąć, pojawia się Wrzask i je kradnie. Duszek pokonuje sowę, która odlatuje do Milczącego Lasu, aby umrzeć obok skamieniałych zwłok swoich rodziców.
Ori podchodzi do Seira i przyjmuje jego światło, lecząc Niwen i ożywiając Ku, naprawiając jej uszkodzone skrzydło na oczach Naru i Gumo, którzy wyruszyli do Niwen w poszukiwaniu ich adoptowanych dzieci. Wszyscy trzej udają się do miejsca połączenia Oriego z Seirem, gdzie znajdują sadzonkę nowego opiekuńczego drzewa. Razem pomagają mu rozkwitać, a nowe Drzewo, które było narratorem gry, ujawnia, że tak naprawdę było Orim cały czas.

## Rozgrywka
Akcja Ori and the Will of the Wisps rozgrywa się w dwuipółwymiarowym świecie, który jest podzielony na 14 scenerii, w tym prolog. W sumie rozmiar świata gry jest trzykrotnie większy niż świat z Ori and the Blind Forest. Aby dostać się do niektórych lokacji, należy nauczyć się konkretnej umiejętności albo zebrać odpowiednią ilość Ogników. Po drodze gracz musi rozwiązywać zarówno zręcznościowe, jak i logiczne łamigłówki, jednak jest ich mniej, niż w poprzedniej części. Zamiast tego w grze pojawiły się misje poboczne, które wymagają np. przeniesienie przesyłki.
Do gry zostały dodane postacie niezależne, z którymi Ori może rozmawiać, handlować, wyzwać na wyścig czasowy czy przyjąć od nich misję poboczną. U handlarzy gracz może zakupić m.in. mapę ukazującą cały region czy umiejętności (punkty umiejętności z poprzedniej gry zostały przemianowane na walutę). Do postaci można początkowo przypisać jedynie 3 umiejętności naraz, jednak w ramach eksploracji gracz może odnaleźć dodatkowe tzw. „kamienie”, które zwiększają możliwą ilość używanych umiejętności.
Znacząco się zmienił w porównaniu do poprzedniej części gry sposób zapisu gry. Zrezygnowano z „soul links”, a komórki energii wykorzystywane do tego zostały przemianowane na wykorzystywanie umiejętności Oriego. Wokół świata zostały rozsiane punkty kontrolne, których można używać też do szybkiej podróży. Ponadto gra posiada funkcję auto-zapisu.
W Ori and the Will of the Wisps istotnie został rozbudowany system walki. Ori nie korzysta już z naprowadzanych pocisków Seina, towarzysza duszka; zamiast tego otrzymał np. miecz do uderzania przeciwników na krótkim dystansie czy łuk do strzelania we wrogów lub elementy łamigłówki, ale liczba jego przeciwników zwiększyła się. W grze występują też „kapliczki walki”, w których gracz musi odpierać następujące po sobie fale wrogów, w nagrodę otrzymując „kamienie”.

## Produkcja
Po sukcesie Ori and the Blind Forest producent wykonawczy gry, Daniel Smith, zauważył, że gracze domagali się kolejnej części, gdyż historię pierwszej gry dało się ukończyć w osiem godzin. Z tego powodu Moon Studios skupiło się na rozszerzaniu skali i zakresu świata gry, zachowując jednocześnie aspekt fabularny.
Z racji zakończenia poprzedniej części (Sein, obrońca Oriego, zostaje od niego oddalony) został zaprojektowany nowy system walki. Zmienione zostały też inne części rozgrywki, np. zrezygnowano z liniowego drzewka umiejętności, zastępując go dostosowywaniem umiejętności inspirowanym grami z serii The Legend of Zelda i Final Fantasy.
Do pracy nad Will of the Wisps zaangażowano znacznie więcej osób niż do Blind Forest (80 pracowników w porównaniu do 20), jednak Moon Studios wciąż nie posiadało głównej siedziby (tzn. zatrudnione osoby pracowały zdalnie). Do pracy przyłączyły się też bardziej doświadczone osoby, np. Jeremy Gritton, który uprzednio pracował jako artysta w Blizzard Entertainment czy Milton Guasti, fan serii Metroid, który stworzył nieoficjalny remake Metroid II. Gareth Coker, kompozytor muzyki dla poprzedniej części gry, powrócił do pracy dla Moon Studios.
Gra została obwieszczona publicznie za pomocą zwiastuna na targach E3 w 2017 roku, jednak nie miała oficjalnej daty premiery. Kolejny zwiastun został okazany rok później, tym razem zapowiadając premierę na 2019 rok. Gra została jednak opóźniona (według Smitha „[w metroidvanii] wszystko jest tak połączone, że zmiana w jednym aspekcie gry niechybnie zmieni resztę”) na 11 lutego 2020 roku, co zostało oficjalnie ukazane na trzecim zwiastunie podczas E3 w 2019 roku. Ostateczna data premiery, 11 marca 2020 roku, została obwieszczona na finałowym zwiastunie pokazanym na The Game Awards 2019.
Ori and the Will of the Wisps ukazało się na Xbox One i Windows 10 11 marca 2020 roku. Gra mogła być uruchamiana w rozdzielczości do 4K. Obie wersje gry zostały włączone do oferty Xbox Game Pass w momencie premiery (miało to na myśli pozwolenie większej ilości osób zagrania w grę).
23 lipca 2020 roku Microsoft ogłosił ulepszoną wersję Ori and the Will of the Wisps na Xbox Series X (potem również na Xbox Series S). Wersja ta została wydana 10 listopada tego samego roku i oferowała m.in. 120 klatek na sekundę.
Wersja Will of the Wisps na Nintendo Switch została ogłoszona za pomocą Nintendo Direct 17 września 2020 roku i wydana tego samego dnia. Wersja fizyczna gry razem z poprzednią częścią została udostępniona się dopiero 8 grudnia tego samego roku.

## Odbiór gry
Gra została entuzjastycznie przyjęta przez krytyków. Chwalili oni m.in. fabułę. Tola Onanuga z redakcji gazety „The Guardian” określała linię fabularną mianem „wciągającej”, a Bartosz Cieślak reprezentujący polski oddział Eurogamera określił fabułę jako „ważny i ciekawy element tytułu”. Z pochwałami spotkał się również zestaw umiejętności dany Oriemu; Steve Watts na portalu GameSpot stwierdził, że „czyni on zagłębianie się w nowe obszary ekscytującą przyjemnością”. Mocniejsze skupienie na walce również zostało docenione przez krytyków, np. Wojciech Gruszczyk z PPE uznał mechanikę walki za „zgrabnie dopasowaną do realiów”, chociaż Tyler Wilde z brytyjskiego PC Gamer stwierdził, że system „nie daje za dużo zabawy”. Pochwalona została też oprawa audiowizualna; Brandin Tyrell z IGN stwierdził, że „ścieżka dźwiękowa zmienia się, odzwierciedlając sukcesy gracza” i że „gra maluje paletą różnych biomów, a każdy z nich wydaje się żywy”.
Krytykowane były głównie problemy techniczne, których gra doświadczała w wersji przedpremierowej. Przemysław Zamęcki z portalu Gry-Online na początku recenzji opowiedział, jak gra za dwoma pierwszymi razami powodowała wyłączenie konsoli, a w dalszej części mówił o błędach związanych z systemem automatycznego zapisu czy wydłużonym czasem ładowania gry. Dodał jednak też, że w wersji gry dostępnej na premierę większość błędów została naprawiona.
Na stronie agregatora Metacritic gra spotkała się przeważnie z „powszechnym uznaniem”. Najwyżej punktowana była wersja na Nintendo Switch, gdzie z 24 recenzji została wyliczona średnia 93/100, a najniżej – wersja na komputery osobiste, gdzie średnia z 44 recenzji wyniosła 88/100. Według agregatora OpenCritic średnia ze 176 recenzji wynosiła 90%, a 98% agregowanych recenzji kończyło się rekomendacją gry.
25 czerwca 2020 roku gra osiągnęła sprzedaż w wysokości 2 milionów kopii.

### Nagrody
Gra otrzymała trzy nominacje na ceremonii Golden Joystick Awards w 2020 roku w kategoriach „Najlepsza oprawa wizualna”, „Najlepsza gra na konsole Xbox” i „Gra roku”. Ostatecznie wygrała w kategorii „Najlepsza gra na konsole Xbox”.
Gra otrzymała kolejne trzy nominacje na ceremonii The Game Awards w 2020 roku w kategoriach „Najlepsza reżyseria artystyczna”, „Najlepsza ścieżka dźwiękowa i muzyka” oraz „Najlepsza przygodowa gra akcji”, nie wygrywając jednak w żadnej kategorii.
Na 24 ceremonii D.I.C.E. Awards gra otrzymała pięć nominacji w kategoriach „Przygodowa gra roku”, „Wybitne osiągnięcie w oprawie audio”, „Wybitne osiągnięcie w kompozycji oryginalnej muzyki”, „Wybitne osiągnięcie w reżyserii artystycznej” i „Wybitne osiągnięcie w animacji”. Nie udało jej się jednak wygrać w żadnej z tych kategorii.
National Academy of Video Game Trade Reviewers (NAVGTR) w 2020 roku nominowało Ori and the Will of the Wisps w 4 różnych kategoriach: „Wybitna reżyseria artystyczna, fantastyka”, „Wybitne sterowanie, 2D lub limitowane 3D”, „Wybitna lekka ścieżka dźwiękowa, ustanowiona franczyza” i „Wybitny projekt rozgrywki, ustanowiona franczyza”. Poza „Wybitnym projektem rozgrywki” gra wygrała wszystkie kategorie, w których była nominowana.
South by Southwest Festival Gaming Awards (SXSW Gaming Awards) na ceremonii w 2021 roku nominowało grę do 4 kategorii: „Gra roku”, „Doskonałość w animacji, sztuce i osiągnięciach wizualnych”, „Doskonałość w projekcie gry” i „Doskonałość w ścieżce dźwiękowej”. Ori wygrał w kategorii „Doskonałość w ścieżce dźwiękowej”.